# Masterpiece (canción de Jessie J)
«Masterpiece» — en español: «Obra Maestra» — es una canción interpretada por la cantante y compositora británica Jessie J, perteneciente su tercer álbum de estudio, Sweet Talker (2014). La canción fue escrita y producida por Josh Alexander y fue coescrito por Britt Burton y Emily Warren, este último también coescribió la primera canción del álbum "Ain't Been Done". "Masterpiece", fue lanzado en iTunes el 7 de octubre de 2014, junto con "Ain't Been Done", como el segundo y tercer sencillos promocionales de Sweet Talker, respectivamente. Fue lanzado en diciembre de 2014, como el tercer sencillo a nivel internacional y cuarto del álbum en general, el video musical se estrenó el 10 de diciembre de 2014.

## Recepción de la crítica
"Masterpiece" ha recibido críticas mixtas de los críticos de música contemporánea, que aplaudieron la naturaleza de himno de la canción, pero lo critican por ser demasiado genérico.

## Composición
"Masterpiece" es un pop y R&B balada a la altura de su potencial. Su instrumentación incorpora piano, latidos sintetizados, y una sección de cuerdas. Los críticos han señalado la similitud temática de la canción para su álbum debut, Who You Are, porque está "dirigido a sus enemigos".

## Rendimiento comercial
Obtuvo una buena recepción comercial en Norteamérica y Europa. Antes de ser promovido como sencillo, "Masterpiece" entró en la lista Canadian Hot 100 en la posición ochenta y dos para la semana del 25 de octubre de 2014. Más tarde llegó a los territorios europeos tras su lanzamiento oficial. También debutó en la posición sesenta y cinco del conteo estadounidense Billboard Hot 100, siendo así es la tercera canción de su tercer álbum que consigue llegar a dicha lista. Simultáneamente, escaló instantáneamente al número veintidós de la lista Digital Songs para la semana del 3 de enero de 2015.

## Videoclip
Un video lírico oficial se estrenó en el canal oficial de YouTube para Republic Records el 10 de noviembre de 2014. El clip gira en torno a una formación aspirante a bailarina en un espacio de estudio.
El video oficial de "Masterpiece" fue grabado en Los Ángeles el 13 y 14 de noviembre. Dirigida por Tabitha Denholm, se estrenó 10 de diciembre de 2014.

## Créditos y personal
Créditos de Masterpiece.
Localización
- Grabado en Cryptic Studios, Venice; The Record Plant, Los Ángeles
- Mezclado en The Larrabee North Studios, Universal City.

Personal
- Compositor – Josh Alexander, Britt Burton, Emily Warren
- Productor – Josh Alexander
- Producción vocal – Kuk Harrell
- Ingeniería – Daniel Zaidenstadt, Josh Alexander
- Asistente de ingeniería – Blake Mares, Robert Cohen
- Mezcla – Manny Marroquin
- Asistente de mezcla – Chris Galland, Ike Schultz
- Instrumentación – Josh Alexander

## Posicionamiento en listas
| Lista (2014)                         | Mejor Posición |
| ------------------------------------ | -------------- |
| Alemania (Media Control AG)          | 10             |
| Australia (ARIA Singles Chart)       | 14             |
| Australia (ARIA Urban Singles Chart) | 3              |
| Austria (Ö3 Austria Top 40)          | 9              |
| Canadá (Canadian Hot 100)            | 74             |
| Corea del Sur (Gaon Chart)           | 27             |
| Estados Unidos (Billboard Hot 100)   | 37             |
| Estados Unidos (Digital Songs)       | 22             |
| Nueva Zelanda (Recorded Music NZ)    | 13             |
| Reino Unido (UK Singles Chart)       | 159            |
| Suiza (Schweizer Hitparade)          | 9              |

### Certificaciones
| País          | Organismo certificador | Certificación | Ventas certificadas | Ref.   |
| ------------- | ---------------------- | ------------- | ------------------- | ------ |
| Australia     | ARIA                   | Platino       | 70 000              | [ 17 ] |
| Nueva Zelanda | RIANZ                  | Oro           | 7500                | [ 18 ] |